# Ешметьгурт
Ешметьгу́рт (рос. Эшметьгурт) — присілок у складі Селтинського району Удмуртії, Росія.

## Населення
Населення — 93 особи (2010; 87 в 2002).
Національний склад станом на 2002 рік:
- удмурти — 97 %

## Урбаноніми[3]
- вулиці — Ешметьгуртська